# Cristian Pellerano
Cristian Alberto Pellerano (ur. 1 lutego 1982 w Buenos Aires) – argentyński piłkarz pochodzenia włoskiego z obywatelstwem meksykańskim i ekwadorskim występujący na pozycji defensywnego pomocnika.
Jest synem Ricardo Pellerano oraz bratem Hernána Pellerano, również piłkarzy.

## Kariera klubowa
Pellerano pochodzi ze stołecznego Buenos Aires i jest wychowankiem tamtejszego zespołu CA Atlanta. Do seniorskiej drużyny – występującej wówczas w trzeciej lidze argentyńskiej – został włączony w wieku dziewiętnastu lat, od razu zostając podstawowym piłkarzem wyjściowej jedenastki. Ogółem w zespole Atlanty spędził trzy i pół roku bez większych sukcesów, a jego dobre występy zaowocowały transferem do występującego klasę wyżej innego stołecznego klubu – Defensores de Belgrano. Tam występował z kolei przez sześć miesięcy, również mając pewne miejsce w składzie, po czym odszedł do kolejnego drugoligowca – CA Nueva Chicago. W sezonie 2005/2006 jako kluczowy piłkarz awansował z nim do argentyńskiej Primera División. Zadebiutował w niej za kadencji szkoleniowca Rodolfo Motty, 4 sierpnia 2006 w przegranym 0:2 spotkaniu z Racing Clubem. Premierowego gola w najwyższej klasie rozgrywkowej strzelił natomiast osiem dni później w wygranej 3:2 konfrontacji z Argentinos Juniors. Ogółem w Nueva Chicago grał przez półtora roku.
W styczniu 2007 Pellerano przeszedł do ekipy Racing Club de Avellaneda, której barwy bez większych sukcesów reprezentował przez rok; początkowo jako podstawowy piłkarz, lecz później został relegowany do roli rezerwowego. Następnie na zasadzie wolnego transferu został zawodnikiem Arsenalu de Sarandí (ówczesnego zdobywcy Copa Sudamericana – odpowiednika Ligi Europy), gdzie od razu wywalczył sobie pewne miejsce w wyjściowym składzie. W 2008 roku zdobył z drużyną prowadzoną Daniela Garnero trofeum Copa Suruga Bank, a także zajął drugie miejsce w superpucharze Ameryki Południowej – Recopa Sudamericana. W lipcu 2009 jako wolny zawodnik podpisał umowę z Colónem de Santa Fe; tam bez poważniejszych sukcesów występował przez rok, po czym został graczem jednego z najbardziej utytułowanych zespołów w kraju – CA Independiente. W 2010 roku – jako ważny zawodnik Independiente – wygrał z tym klubem kontynentalne rozgrywki Copa Sudamericana, zaś w 2011 roku zajął drugie miejsce w Copa Suruga Bank oraz drugie miejsce w Recopa Sudamericana.
W lipcu 2012 Pellerano został ściągnięty przez Antonio Mohameda – swojego byłego trenera z Colónu i Independiente – do prowadzonego przez niego meksykańskiego zespołu Club Tijuana. W tamtejszej Liga MX zadebiutował 20 lipca 2012 w wygranym 2:0 meczu z Pueblą, natomiast pierwszą bramkę zdobył 25 sierpnia tego samego roku w wygranym 1:0 pojedynku z Américą. Jeszcze w tym samym, jesiennym sezonie Apertura 2012 jako kluczowy piłkarz Tijuany wywalczył pierwsze w historii klubu mistrzostwo Meksyku. Kilkanaście miesięcy później otrzymał meksykańskie obywatelstwo, zaś w styczniu 2015 za sumę trzech milionów dolarów (wraz ze swoim klubowym kolegą Darío Benedetto) przeszedł do krajowego giganta i ówczesnego mistrza Meksyku – zespołu Club América ze stołecznego miasta Meksyk. Jeszcze w tym samym roku triumfował z nią w najważniejszych rozgrywkach Ameryki Północnej – Lidze Mistrzów CONCACAF, jednak nie potrafił sobie wywalczyć pewnej pozycji w pierwszej jedenastce.
W lipcu 2015 Pellerano udał się na wypożyczenie do niżej notowanego zespołu Monarcas Morelia, z którym jeszcze w tym samym miesiącu zajął drugie miejsce w krajowym superpucharze – Supercopa MX. Ogółem w Morelii występował przez rok w roli filara środka pola i kapitana ekipy, po czym – również na zasadzie wypożyczenia – zasilił drugoligowy Cafetaleros de Tapachula. Tam również przywdział opaskę kapitańską, a już po upływie sześciu miesięcy powrócił do najwyższej klasy rozgrywkowej, zostając graczem Tiburones Rojos de Veracruz.

## Statystyki kariery
| Atlanta          | 2001–2002 | Argentyna | Primera B Metropolitana | 22  | 1  | – | –                       | –                             | –  | –   | 22  | 1  |
| Atlanta          | 2002–2003 | Argentyna | Primera B Metropolitana | 32  | 3  | – | –                       | –                             | –  | –   | 32  | 3  |
| Atlanta          | 2003–2004 | Argentyna | Primera B Metropolitana | 42  | 12 | – | –                       | –                             | –  | –   | 42  | 12 |
| Atlanta          | 2004–2005 | Argentyna | Primera B Metropolitana | 17  | 1  | – | –                       | –                             | –  | –   | 17  | 1  |
| Defensores de B. | 2004–2005 | Argentyna | Primera B Nacional      | 19  | 1  | – | –                       | –                             | –  | –   | 19  | 1  |
| Nueva Chicago    | 2005–2006 | Argentyna | Primera B Nacional      | 33  | 1  | – | –                       | –                             | –  | –   | 33  | 1  |
| Nueva Chicago    | 2006–2007 | Argentyna | Primera División        | 19  | 4  | – | –                       | –                             | –  | –   | 19  | 4  |
| Racing Club      | 2006–2007 | Argentyna | Primera División        | 12  | 1  | – | –                       | –                             | –  | –   | 12  | 1  |
| Racing Club      | 2007–2008 | Argentyna | Primera División        | 14  | 2  | – | –                       | –                             | –  | –   | 14  | 2  |
| Arsenal Sarandí  | 2007–2008 | Argentyna | Primera División        | 17  | 0  | – | –                       | CL                            | 6  | 0   | 23  | 0  |
| Arsenal Sarandí  | 2008–2009 | Argentyna | Primera División        | 33  | 3  | – | –                       | CSB + RS + CS                 | 6  | 1   | 39  | 4  |
| Colón            | 2009–2010 | Argentyna | Primera División        | 27  | 1  | – | –                       | CL                            | 2  | 0   | 29  | 1  |
| Independiente    | 2010–2011 | Argentyna | Primera División        | 24  | 1  | – | –                       | CL                            | 4  | 1   | 28  | 2  |
| Independiente    | 2011–2012 | Argentyna | Primera División        | 24  | 1  | – | –                       | CSB + RS + CS                 | 4  | 0   | 28  | 1  |
| Tijuana          | 2012–2013 | Meksyk    | Liga MX                 | 34  | 2  | 1 | 0                       | CL                            | 8  | 0   | 43  | 2  |
| Tijuana          | 2013–2014 | Meksyk    | Liga MX                 | 30  | 8  | – | –                       | LMC                           | 6  | 2   | 36  | 10 |
| Tijuana          | 2014–2015 | Meksyk    | Liga MX                 | 12  | 0  | 1 | 1                       | –                             | –  | –   | 13  | 1  |
| Club América     | 2014–2015 | Meksyk    | Liga MX                 | 12  | 0  | – | –                       | LMC                           | 2  | 0   | 14  | 0  |
| Morelia          | 2015–2016 | Meksyk    | Liga MX                 | 30  | 4  | 1 | 0                       | –                             | –  | –   | 31  | 4  |
| Cafetaleros      | 2016–2017 | Meksyk    | Ascenso MX              | 15  | 2  | 3 | 0                       | –                             | –  | –   | 18  | 2  |
| Veracruz         | 2016–2017 | Meksyk    | Liga MX                 | 16  | 1  | – | –                       | –                             | –  | –   | 16  | 1  |
| Veracruz         | 2017–2018 | Meksyk    | Liga MX                 |     |    |   |                         | –                             | –  | –   |     |    |
| Ogółem           |           |           |                         |     |    |   |                         |                               |    |     |     |    |
| Argentyna        | Argentyna | Argentyna | 335                     | 32  | –  | – | CL + CSB + RS + CL + CS | 22                            | 2  | 357 | 34  |    |
| Meksyk           | Meksyk    | Meksyk    | 149                     | 17  | 6  | 1 | CL + LMC                | 16                            | 2  | 171 | 20  |    |
| Ogółem           | Ogółem    | Ogółem    | Ogółem                  | 484 | 49 | 6 | 1                       | CL + CSB + RS + CL + CS + LMC | 38 | 4   | 528 | 54 |

Legenda:
- CL – Copa Libertadores
- CSB – Copa Suruga Bank
- RS – Recopa Sudamericana
- CS – Copa Sudamericana
- LMC – Liga Mistrzów CONCACAF